# 岡林史泰
岡林 史泰（おかばやし ふみひろ、1978年4月9日 - ）は、日本の男性声優。東京都出身。

## 経歴
ゲーム『メルティランサー』から入ったアニラジ『緒方恵美の銀河にほえろ!』でリスナーでお茶汲みとなり、それが職業としての声優に興味を持つ大きなきっかけとなったという。
2018年9月よりフォレストリンク所属。2017年3月まで賢プロダクション、2017年4月から2018年8月までアル・シェアに所属していた。
81プロデュース演技研究所、劇団若草、スクールデュオ出身。

## 人物
趣味はゲーム、音楽鑑賞。特技は歌。

## 出演
太字はメインキャラクター。

### テレビアニメ
2004年
- ニニンがシノブ伝

2006年
- ケモノヅメ（男B）
- こてんこてんこ（レポーター）
- 爆球Hit! クラッシュビーダマン（ギララ、謎の男B、ブラックタイガー隊員A、スコーピオン隊員）
- 姫様ご用心（謎の組員B、警察官A、看守、パンダ怪人2号、ギャイジンさん 他）
- ヤマトナデシコ七変化♥（2006年 - 2007年、男子、男子生徒2）

2007年
- Over Drive（選手）
- こどものじかん（青木の友人）
- ロビーとケロビー（激辛軒店員）
- 湾岸ミッドナイト（若い頃の高木）

2008年
- 黒執事（医者）
- 結界師（妖）
- テイルズ オブ ジ アビス（神託の盾兵）
- 二十面相の娘（ヤス）
- ヒャッコ（クラスメイトA）
- ポルフィの長い旅（パオロ、AD）
- まかでみ・WAっしょい!（男）
- ミチコとハッチン（2008年 - 2009年、警官、男）

2009年
- うみものがたり 〜あなたがいてくれたコト〜（男性）
- 黒神 The Animation（トライバルエンド）
- ドルアーガの塔 〜the Sword of URUK〜（黒ギルの兵士）
- 鋼の錬金術師 FULLMETAL ALCHEMIST（憲兵A）
- メタルファイト ベイブレード（AD）

2010年
- おおかみかくし（穏健派）
- 会長はメイド様!（小杉文太、小金井、鎌刈、近藤、参加者B 他）
- 刀語（浪人B）

2011年
- 君に届け 2ND SEASON（中居稔）
- HUNTER×HUNTER（第2作）（2011年 - 2013年、島民B、カヅスール、ゼホ）

2013年
- イナズマイレブンGO ギャラクシー（2013年 - 2014年、九坂隆二）

2014年
- ディスク・ウォーズ:アベンジャーズ（ロケット・ラクーン）

2016年
- ベイブレードバースト（2016年 - 2019年、黄山乱太郎、黄山乱次郎、モーコ）- 3シリーズ

2018年
- ゾイドワイルド（2018年 - 2019年、アザース、ダベー）
- 遊☆戯☆王VRAINS（アース）

2020年
- 最響カミズモード!（2020年 - 2021年、カミズモウ協議会・理事長、パラパラッソ、ガビシット）

2021年
- 新幹線変形ロボ シンカリオンZ（細川アツタ）

### 劇場アニメ
- 永遠の法（2006年、パトリック）
- 宇宙ショーへようこそ（2010年）

### OVA
- 今日の5の2（2006年、男子A）
- switch（2008年、構成員）

### Webアニメ
- あゆまゆ劇場（2006年、客）
- いくぜっ! 源さん（2008年、参加者F、AD、魚屋、お釈迦様）
- ベイブレードバースト ガチ（2019年 - 2020年、ドラゴン、スパークデビルズのメンバー）
- ベイブレードバースト スパーキング（2020年 - 2021年、黄山乱太郎、黄山乱次郎）
- ベイブレードバースト ダイナマイトバトル（2021年 - 2022年、ランゾー・キヤマ[14]）

### ゲーム
2003年
- 薔薇ノ木ニ薔薇ノ花咲ク

2004年
- 幻想水滸伝IV（デスモンド）

2007年
- ブラザーズ 〜恋するお兄さま〜（春日高史）

2008年
- 剣と魔法と学園モノ。（エルフ・男）
- Fallout3（ジョナス・パルマー、その他）
- マリオカートWii（Mii重量級）

2009年
- Battlestations: Pacific（日本軍司令官）
- アークライズファンタジア
- コール オブ デューティ モダン・ウォーフェア2（ソープ・マクタビッシュ）
- デス・コネクション（フィリッポ）
- パズル -ぼくらの48時間戦争-（塚越大輔）
- ルミナスアーク3 アイズ（騎士）

2010年
- SOCOM: U.S. Navy SEALs Portable（トロ）

2011年
- カオスコード（サーベラス・ブラック）
- コール オブ デューティ モダン・ウォーフェア3（ソープ・マクタビッシュ）
- デス・コネクション ポータブル（フィリッポ）
- ファイナルファンタジー零式（フィールドボイス）
- マクロストライアングルフロンティア（主人公〈男C〉）

2012年
- コール オブ デューティ ブラックオプス II（ファリド、マールトン）

2013年
- イナズマイレブンGO ギャラクシー ビッグバン/スーパーノヴァ（九坂隆二）

2016年
- ベイブレードバースト（黄山乱太郎）

2017年
- ベイブレードバースト ゴッド（黄山乱太郎）

2018年
- ベイブレードバースト バトルゼロ（黄山乱次郎、黄山乱太郎）
- でみめん（トラップ）
- コール オブ デューティ ブラックオプス4（マールトン・ジョンソン）

2020年
- コール オブ デューティ ブラックオプス コールドウォー（アレックス・メイソン）

2021年
- ウマ娘 プリティーダービー

2022年
- カリストプロトコル(ジェイコブ・リー）
- レゴ スター・ウォーズ：スカイウォーカー・サーガ

2023年
- スター・ウォーズ ジェダイ:サバイバー（ボード・アクーナ）
- マリオ+ラビッツ ギャラクシーバトル (レイマン) - DLC 3 レイマン・イン・ザ・ファントムショー

### ラジオドラマ
- ToRadio シヴァタントリズム（2008年、シヴァ）

### デジタルコミック
- VOMIC
  - 黒子のバスケ（水戸部凛之助）
  - 死神監察官雷堂（水沢）
  - スティール・ボール・ラン（ポコロコ[19]）
  - トリコ（オーナー）
- ジャンプチャンネル
  - 破壊神マグちゃん（狂乱のナプタ―ク）

### BLCD
- SASRA 1（旅人）
- 夢を見るヒマもない（伊藤）

### 吹き替え

#### 映画
- 赤ちゃんと僕（ギソク）
- インビジブル・ターゲット（ヨンイー）
- エージェント・ゾーハン
- 幸せのレシピ
- その名にちなんで
- バイオハザードIV アフターライフ（スナイパー）
- ホステル3（マイク）

#### テレビドラマ
- WITHOUT A TRACE/FBI 失踪者を追え!（アレックス）
- ジーク アンド ルーサー（コジョ）

#### アニメ
- オープン・シーズン4 おおかみ男とひみつの森（エド）
- ザ・ペンギンズ from マダガスカル（モート[20]、フレッド、ピンキー、ラー、チャック・チャールズ、フレディ）
- ピクシー・ホロウ・ゲームズ 妖精たちの祭典
- ペンギンズ FROM マダガスカル ザ・ムービー（リポーター[21]）
- ルーニー・テューンズ・ショー（クラウディオ）
- バンザイ! キング・ジュリアン（モート、テッド、お風呂嫌いのマギー）
- レゴ モンキーキッド（シンタックス）
- ビー・ムービー

### 映画
- ゲゲゲの鬼太郎（他の妖怪の声）

### 舞台
- GKDNプロデュース「ナイト・オブ・ザ・リビングヒーロー」（2012年8月24日 - 26日、新宿SPACE107）